# علی‌اصغر طبسی
علی اصغر طبسی (زاده ۲۷ مهر ۱۳۳۳ – درگذشته ۸ بهمن ۱۳۹۸) بازیگر سینما و تلویزیون اهل ایران بود.
طبسی از سال ۹۶ و پس از یک تصادف سخت و از سر گذراندن مراحل جراحی همچنان گرفتار تبعات آن بود. ضمن اینکه از چند ماه پیش و بعد از درگذشت همسرش اوضاع روحی مناسبی نیز نداشت و مدتها بود که از فعالیت هنری در سینما نیز بازمانده بود. سرانجام علی اصغر طبسی در روز سه شنبه هشتم بهمن ۹۸ در خانه خود درگذشت.

## بازیگری در سینما
- مورچه خوار (١٣٩٨)
- سامورایی در برلین (۱۳۹۷)
- دو لکه ابر (۱۳۹۴)
- هاری (فیلم) (۱۳۹۳)
- چه خوبه که برگشتی (۱۳۹۱)
- پله آخر (۱۳۹۰)
- قلاده‌های طلا (۱۳۹۰)
- نارنجی‌پوش (۱۳۹۰)
- جرم (۱۳۸۹)
- کوچه ملی (۱۳۸۹)
- قصه پریا (۱۳۸۸)
- دموکراسی تو روز روشن (۱۳۸۸)
- سن پطرزبورگ (۱۳۸۸)
- محاکمه در خیابان (۱۳۸۷)
- پارک وی (۱۳۸۵)
- رئیس (۱۳۸۵)
- مقلد شیطان (۱۳۸۵)
- آتش‌بس (۱۳۸۴)
- تله (۱۳۸۴)
- ستاره‌ها (جلد ۱: ستاره می‌شود) (۱۳۸۴)
- ستاره‌ها (جلد ۲: ستاره است) (۱۳۸۴)
- رستگاری در ۲۰۸ دقیقه (۱۳۸۳)
- سالاد فصل (فیلم) (۱۳۸۳)
- سرود تولد (۱۳۸۳)
- برگ برنده (۱۳۸۲)
- سربازهای جمعه (۱۳۸۲)
- صبحانه‌ای برای دو نفر (۱۳۸۲)
- عیسی می‌آید (۱۳۸۰)
- مزاحم (۱۳۸۰)
- اعتراض (۱۳۷۸)
- دوستان (۱۳۷۸)
- فریاد (۱۳۷۷)
- مرسدس (۱۳۷۶)
- سلطان (۱۳۷۵)
- ضیافت (۱۳۷۴)

## بازیگری در تلویزیون
- روزهای بهتر (سریال تلویزیونی)
- آمین (١٣٩۴)
- روزگار جوانی (۱۳۷۸)